# Beilschmiedia cylindrica
Beilschmiedia cylindrica är en lagerväxtart som beskrevs av S.K. Lee & Y.T. Wei. Beilschmiedia cylindrica ingår i släktet Beilschmiedia och familjen lagerväxter. Inga underarter finns listade i Catalogue of Life.